# Bour-Davis

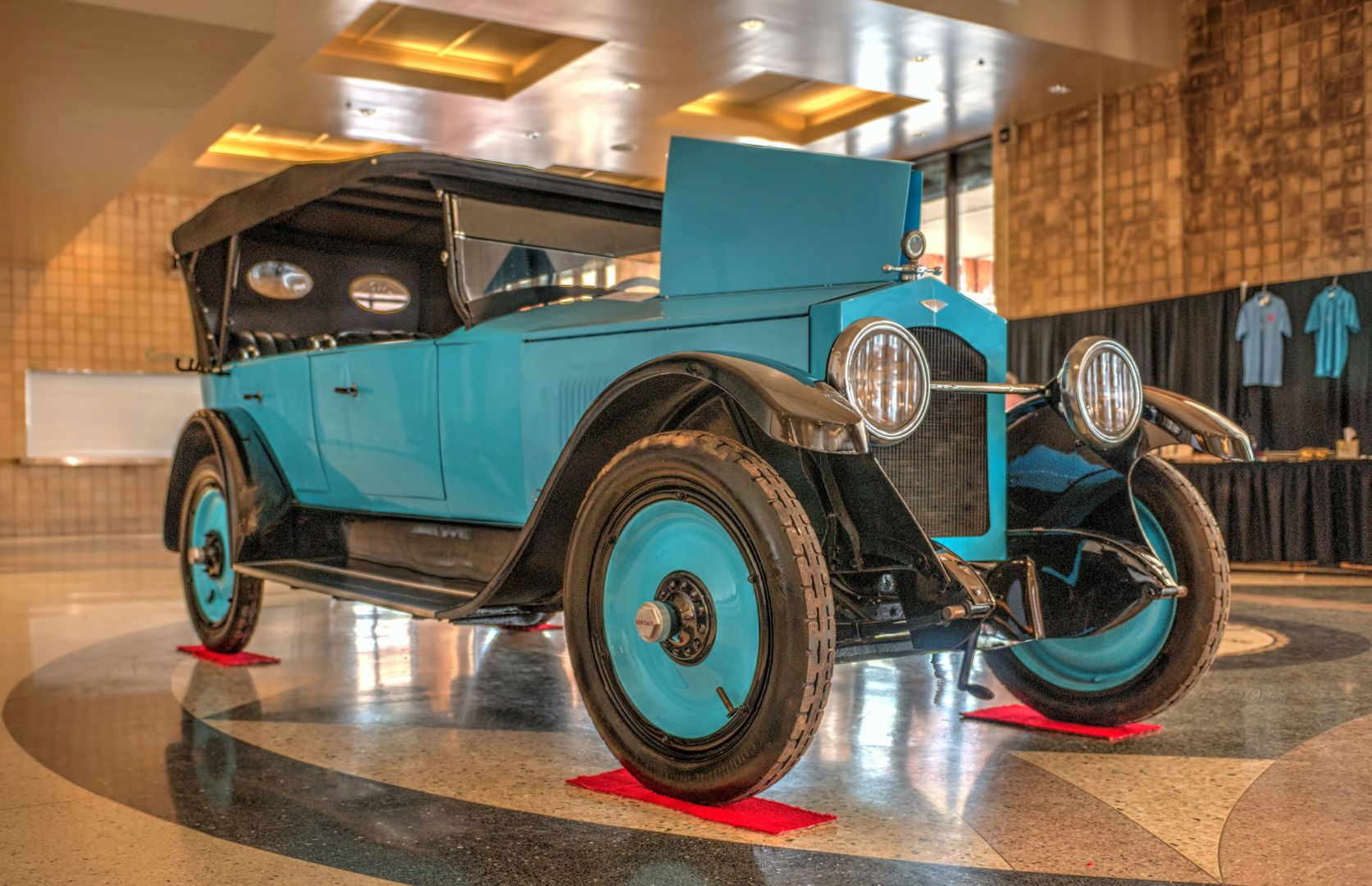
Bour-Davis Model 21 S als Tourenwagen von 1921

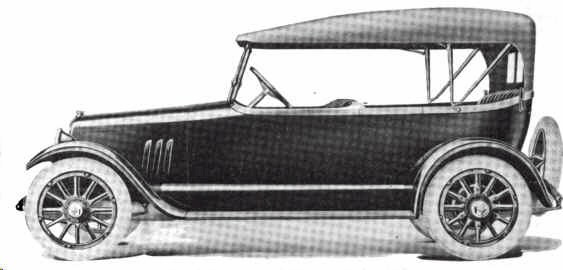
Tourenwagen von 1916

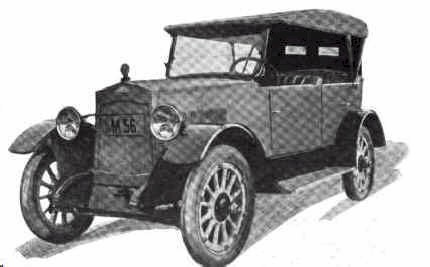
Tourenwagen von 1919

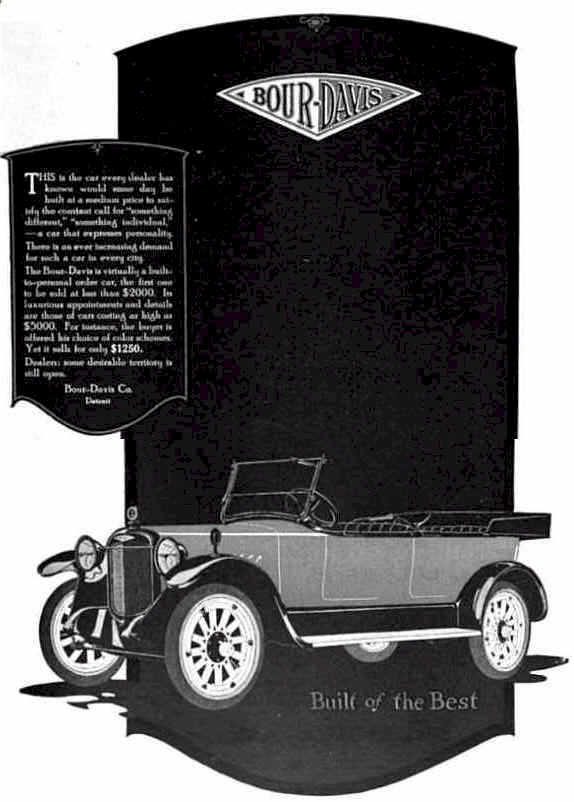
Anzeige von 1916

Bour-Davis war eine US-amerikanische Automarke.

## Markengeschichte
Charles J. Bour, Robert C. Davis und E. C. Noe gründeten 1916 die Bour-Davis Motor Car Company in Detroit in Michigan. Mitte 1916 begann die Produktion von Automobilen, konstruiert von A. A. Gloetzner. Der Markenname lautete Bour-Davis. Die Presse lobte die Fahrzeuge. 1917 war das beste Verkaufsjahr.
1918 übernahmen die Brüder Shadburne aus Chicago in Illinois das Unternehmen und setzten die Produktion in einem Werk in Frankfort in Indiana fort.
Ab 1919 gab es mit der Louisiana Motor Car Company einen neuen Hersteller. Deren Sitz war in Shreveport und das Werk in Cedar Grove, beides in Louisiana. 1920 wurden Teile für 700 Fahrzeuge gekauft, was sich angesichts des Abschwungs in der Nachkriegsphase als schlechte Entscheidung herausstellte. Im Juni 1921 begann die Insolvenz. 1922 endete die Produktion.
1923 versuchte die Ponder Motor Manufacturing Company vergeblich, die Produktion fortzusetzen.

## Fahrzeuge
Die Fahrzeuge bestanden aus vielen zugekauften Teilen. Die Sechszylindermotoren kamen von der Continental Motors Company. Die jeweilige Typenbezeichnung ist ein Hinweis auf das ungefähre Produktionsjahr.
Von 1916 bis 1917 gab es das Model 17. Sein Motor leistete 26 PS. Der Radstand betrug 300 cm. Zur Wahl standen Tourenwagen  und Touren-Limousine, beide mit fünf Sitzen.
Von 1918 bis 1919 wurde daraus das Model 18 B. Die Motorleistung war auf 29,4 PS erhöht worden. Der Radstand blieb unverändert. Die Limousine entfiel.
1920 gab es zwei Modelle. Im Model 20 leistete der Motor 42 PS und im Model 21 55 PS. Beide waren als fünfsitzige Tourenwagen erhältlich. Das Fahrgestell hatte weiterhin 300 cm Radstand.
1921 stand nur noch ein Modell im Sortiment, das Model 21 S. Sein Motor war mit 50 PS angegeben. Der Radstand war auf 320 cm verlängert worden. Genannt werden fünf- und siebensitzige Tourenwagen und ein zweisitziger Roadster.
1922 bestand die einzige Änderung darin, dass der Roadster nun dreisitzig war.

## Modellübersicht
| Jahr      | Modell     | Zylinder | Leistung (PS) | Radstand (cm) | Aufbau                                         |
| --------- | ---------- | -------- | ------------- | ------------- | ---------------------------------------------- |
| 1916–1917 | Model 17   | 6        | 26            | 300           | Tourenwagen 5-sitzig, Touren-Sedan 5-sitzig    |
| 1918–1919 | Model 18 B | 6        | 29,4          | 300           | Tourenwagen 5-sitzig                           |
| 1920      | Model 20   | 6        | 42            | 300           | Tourenwagen 5-sitzig                           |
| 1920      | Model 21   | 6        | 55            | 300           | Tourenwagen 5-sitzig                           |
| 1921      | Model 21 S | 6        | 50            | 320           | Tourenwagen 5- und 7-sitzig, Roadster 2-sitzig |
| 1922      | Model 21 S | 6        | 50            | 320           | Tourenwagen 5- und 7-sitzig, Roadster 3-sitzig |

Quelle:

## Produktionszahlen
Insgesamt entstanden über 1500 Fahrzeuge.
| Jahr  | Produktionszahl |
| ----- | --------------- |
| 1916  | 187             |
| 1917  | 873             |
| 1918  | 18              |
| 1919  | 0               |
| 1920  | 237             |
| 1921  | 123             |
| 1922  | 71              |
| Summe | 1509            |

## Louisianne
1921 erhielt ein einzelner Personenkraftwagen den Markennamen Louisianne. Der Hersteller hatte in einer Anzeige nach einem passenden Markennamen gefragt und für den besten Vorschlag einen Preis ausgesetzt. A. R. Kilgore war die Glückliche. Sie erhielt das ausgelobte Fahrzeug.

## Nutzfahrzeuge
1919 wurden auch Nutzfahrzeuge hergestellt. Für das Jahr sind etwa 100 Lastkraftwagen überliefert. Sie hatten 2,5 Tonnen Nutzlast.